# Mario Praz
Mario Praz, KBE (honoraria) (Roma, 6 de septiembre de 1896-ibídem, 23 de marzo de 1982), fue un crítico de arte y literario italiano de gran influencia. Además, tras haber vivido y enseñado un tiempo en Inglaterra, llegó a ser una reconocida autoridad de la literatura inglesa y también de la cultura europea.

## Trayectoria

### Formación
Mario Praz era hijo de Luciano Praz (m. 1900), banquero, y de Giulia Testa di Marsciano (m. 1931), hija del conde Alcibiade Testa di Marsciano. Tuvo como padrastro, desde 1912, al doctor Carlo Targioni (m. 1954). Estudió en la Universidad de Bolonia (1914-1915), y se licenció en leyes en la Universidad de Roma (1918); pero se doctoró en literatura en la Universidad de Florencia (1920).
En 1918, por el Instituto Británico, entró en contacto con la colonia artística de aristócratas ingleses de Florencia, especialmente con la escritora Vernon Lee (Violet Paget seudónimo), que le encargó una rubrica titulada Cartas desde Italia, dedicada a las historias italianas y la crítica literaria para la revista Mercurio de Londres.
También en el año 1918 conoció a Giovanni Papini, que solicita su cooperación para algunas traducciones de poetas ingleses del siglo XIX y ensayos de Charles Lamb, y que dio a luz al interés de Praz en el ensayo crítico. El desdén se convertiría en su marca literaria en la que el sus escritos serán muy apreciados. Después de enviar algunas traducciones poéticas del Inglés a Ardengo Soffici, se puso en contacto el año siguiente con el mismo propósito con Emilio Cecchi, del que obtendrá un juicio alentador y del que nace una relación de confrontación intelectual que va a durar más de cuarenta años.
En esos años se dedicó al estudio con su amigo Vittorio Moschini, que se convirtió en Superintendente de las galerías de Venecia, y comenzó a asistir por interés personal, con su amigo Bruno Migliorini, a las lecciones críticas y de filología literaria de Cesare De Lollis. Se remontan a este período las primeras críticas y los primeros ensayos que publica en la revista La Cultura, dirigida en ese momento por De Lollis y en El Italiano de Leo Longanesi, en esta última también aparece su conocido ensayo sobre el Neoclasicismo de  Winckelmann.

### Periodo inglés
Se trasladó a Londres en 1923 con su amigo Antonio Cippico, profesor de italiano en la Universidad de Londres, Praz consiguió una beca con el apoyo de De Lollis y Charles Formichi (entonces titular de los cursos de Filología Inglesa en Roma), entrando en contacto con el mundo literario de Londres a través de la intercesión de su amiga Vernon Lee. Al final de 1923 fue nombrado para servir como lector de italiano en la Universidad de Liverpool, una tarea que le ocupará hasta 1931. En este periodo apareció en Italia su traducción de I saggi di Elia de Lamb y la Antología de poetas británicos del siglo XIX y en Gran Bretaña su ensayo Sescentismo y Manierismo en Inglaterra, que le valió el elogio de TS Eliot y del gran estudioso de John Donne, H.J.C. Grierson.
En 1926 Praz hizo su primer viaje a España, que será el tema de su Península Pentagonale, que terminó de escribir ese verano en Viareggio. En marzo y abril fue a los Países Bajos, visitando muchas ciudades y luego de nuevo a Florencia, donde se encontró con viejos amigos. Estableció relaciones más estrechas con T. S. Eliot y comenzó a frecuentar a Eugenio Montale: "... hubo un tiempo, entre 1927 y 1934, que en mis estancias florentinas en que no pasaba día sin ver a Eugenio Montale, nos encontramos en la cafetería y el restaurante y, a juzgar por las cartas que me quedan, teníamos que decirnos muchas cosas". 
En 1932 fue nombrado profesor de literatura italiana en la Universidad Victoria de Mánchester. En 1930 se publicó su obra fundamental La carne, la muerte y el diablo en la literatura romántica traducida al inglés en 1933, que ayudará a extender su fama en Gran Bretaña y Estados Unidos, causando fuertes reacciones negativas en Italia, incluyendo a Benedetto Croce. Fue uno de los primeros estudios interdisciplinarios en el mundo que también incluye la historia del arte en comparación con la evolución de la literatura, la música y el pensamiento.

### Regreso a Roma
Tras vivir años en Inglaterra, Mario Praz se estableció en Roma en 1934, ya en su madurez. Dio clases de literatura inglesa en la Universidad de La Sapienza de Roma desde 1934 hasta su jubilación en 1966. Después de casarse con Vivyan Eyles, en 1938 nació la hija Lucía, pero esta vivirá principalmente durante la adolescencia con su madre cuando ésta, al final de la guerra, se separará de su padre. Este asunto marital infeliz contribuye a la "soledad melancólica" que caracteriza la vida de Mario Praz, de la que dieron testimonio también colegas anglicistas como Elio Chinol y Nemi D'Agostino.
De regreso a Roma en 1934 Praz presta servicio durante un año en la sede histórica de la Facultad de Artes de la Universidad La Sapienza, en el palacio Carpegna de la calle Renacimiento, buscando una casa cerca y desarrollando esa pasión por el centro de la capital que lo acompañará incluso cuando continuó, desde 1935 hasta 1966, la enseñanza de lengua y la literatura inglesa en el nuevo edificio de la universidad diseñado por Marcello Piacentini. En su cátedra formará entre otros estudiantes a Vittorio Gabrieli, Agostino Lombardo, Giorgio Melchiori, Gabriele Baldini y Masolino D'Amico. 
En 1934 es sus estudios sobre conceptismo se encarga de la presencia de "emblemas" en la literatura, mediante la aplicación de un método de análisis en muchos aspectos análogo a los estudios de iconología abiertos por Aby Warburg y llevados a cabo por el Instituto de Londres que le fue dedicado, entonces dirigido por Fritz Saxl. En 1936 es publicado por la editorial Sansoni la Historia de la literatura Inglesa, revisada y ampliada en 1960 y nuevamente en 1979, todavía se considera hoy en día una gran herramienta para obtener una visión general de la literatura Inglesa, teniendo en cuenta la evolución del gusto largo de los siglos. En 1940 se unió al personal de la revista Primato fundada por el ministro Giuseppe Bottai.

### En la posguerra

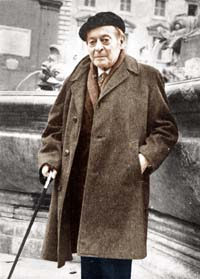
Praz durante sus últimos años de vida.

En los años de la Segunda Guerra Mundial continuó sus actividades de enseñanza y de investigación. En 1949 con el apoyo del Consejo Británico de Roma fundó la revista Miscelánea Inglesa. Un Simposio de Historia, la Literatura y las Artes, era el punto de referencia más importante para la formación de anglicistas distinguidos durante muchos años. En 1952 hizo su primer viaje a los Estados Unidos para una serie de conferencias en las principales universidades. 
Por entonces comienza con constancia casi diaria, su pasión de coleccionista de antigüedades. La colección se enriquece con muebles Imperio, la herencia que le dejó su padrastro. Los objetos, los muebles, las habitaciones de su casa en Via Giulia se convertirá en un documento de memoria por medio del relato autobiográfico La casa de la vida.
En 1962 la reina Isabel II de Inglaterra lo nombró caballero del Imperio Británico. Tuvo una relación afectiva con la bella Perla Cacciguerra, anglo-italiana que conoció en 1953, a la que llamó «Diamante» en su Casa de la vida. Contribuyó a las páginas culturales del diario Il Tempo, llamado por Fausto Gianfranceschi, y desde el 26 de junio de 1974, en El Diario de Indro Montanelli. También escribió en La Stampa y en el semanario Il Borghese. 
Se retiró de la enseñanza por haber alcanzado la edad de jubilación, y se dedicó a estudiar temas del más alto nivel, reconocido por las principales instituciones científicas italianas y extranjeras. La figura del protagonista del grupo familiar de la película Retrato de familia en interior de Luchino Visconti, con guion de Suso Cecchi d'Amico, fue construida inspirándose abiertamente en el Mario Praz de los últimos años, en la transformación de su personaje en un ermitaño atrincherado en su casa museo. La película causó una fuerte impresión y la ira de Praz. Murió en Roma en 1982.

### La reputación de gafe
Debido a su apariencia física, los temas demoníacos que siempre le habían sido queridos y la envidia por su vasta cultura, Praz tenía fama de gafe, por lo que en los círculos literarios fue generalmente llamado "El famoso anglicista", "El innombrable" o, más frecuentemente,"El maligno". Praz era perfectamente consciente de esta reputación, hasta el punto de que a veces afirmó haberla fomentado él mismo para escapar de la vida mundana y dedicarse más a los estudios. 

## Estilo y repercusión

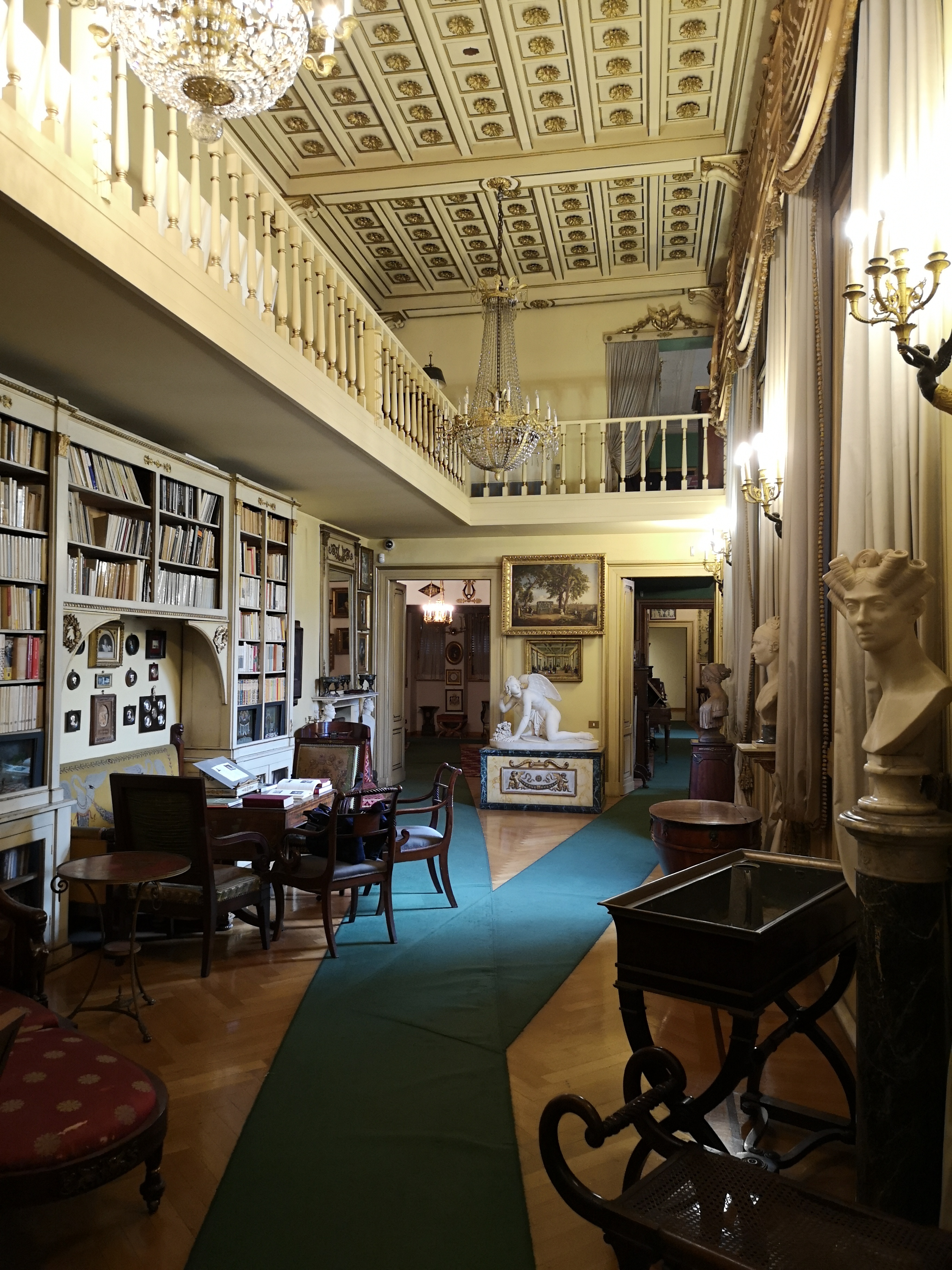
Casa Museo Mario Praz.

Fue un autor prolífico y disperso, un gran coleccionista de libros. Era un conservador al que no le gustaba la religión de la modernidad, era un buscador de intercambios entre las artes, de modo que tantos los historiadores del arte como los de la literatura siguen sus libros llenos de datos y paralelismos.
Profundo conocedor de los escritores ingleses, Praz escribió una Historia de la literatura inglesa en 1937, así como un estudio de los poetas metafísicos del siglo XVII. La carne, la muerte y el diablo en la literatura romántica, una de sus obras más conocidas, es un examen minucioso de los temas eróticos y morbosos propios de los autores europeos, muchos ingleses, que escriben entre finales del siglo XVIII e inicios del XX. Libro complementado por el volumen El pacto con la serpiente.
Sus obras como crítico de arte incluyen Gusto neoclásico, una Historia ilustrada de la decoración interior, un estudio sobre el escultor italiano Antonio Canova y numerosos ensayos.
Su rara autobiografía iconográfica, La casa de la vida, es un libro extraño y fascinante, hecho a modo de recorrido visual y memorialista por su casa en el palacio Ricci de Roma. Fue recibido con entusiasmo por Edmund Wilson, que la calificó de obra maestra.
Hoy están instalados sus bienes en el Museo Mario Praz en el Palacio Primoli (vía Zanardelli). Las estancias que describía tienen hoy piezas de mobiliario Biedermeier, Segundo Imperio y Regencia; los objetos de todo tipo —estatuas, ceras, pinturas, artesonados, atriles, instrumentos musicales— dan una atmósfera especial al lugar. Desgraciadamente, sus libros han sido recogidos en otro lugar, y allí sólo hay otros de colecciones privadas.
Los enfrentamientos con la estética Benedetto Croce y su método crítico original -que a menudo prefiere el uso de metáforas convencionales más que análisis descriptivos- han hecho que sus esfuerzos culturales se suelan pasar por alto por los críticos.
Por el contrario, una lectura cuidadosa de sus obras revela que los más controvertidos "detalles" son en realidad "esfuerzos de reconstrucción". A través de la evocación de imágenes, de hecho, el profesor hace que el lector experimente la sensación de realidad contemplando un completo fresco de los detalles. 

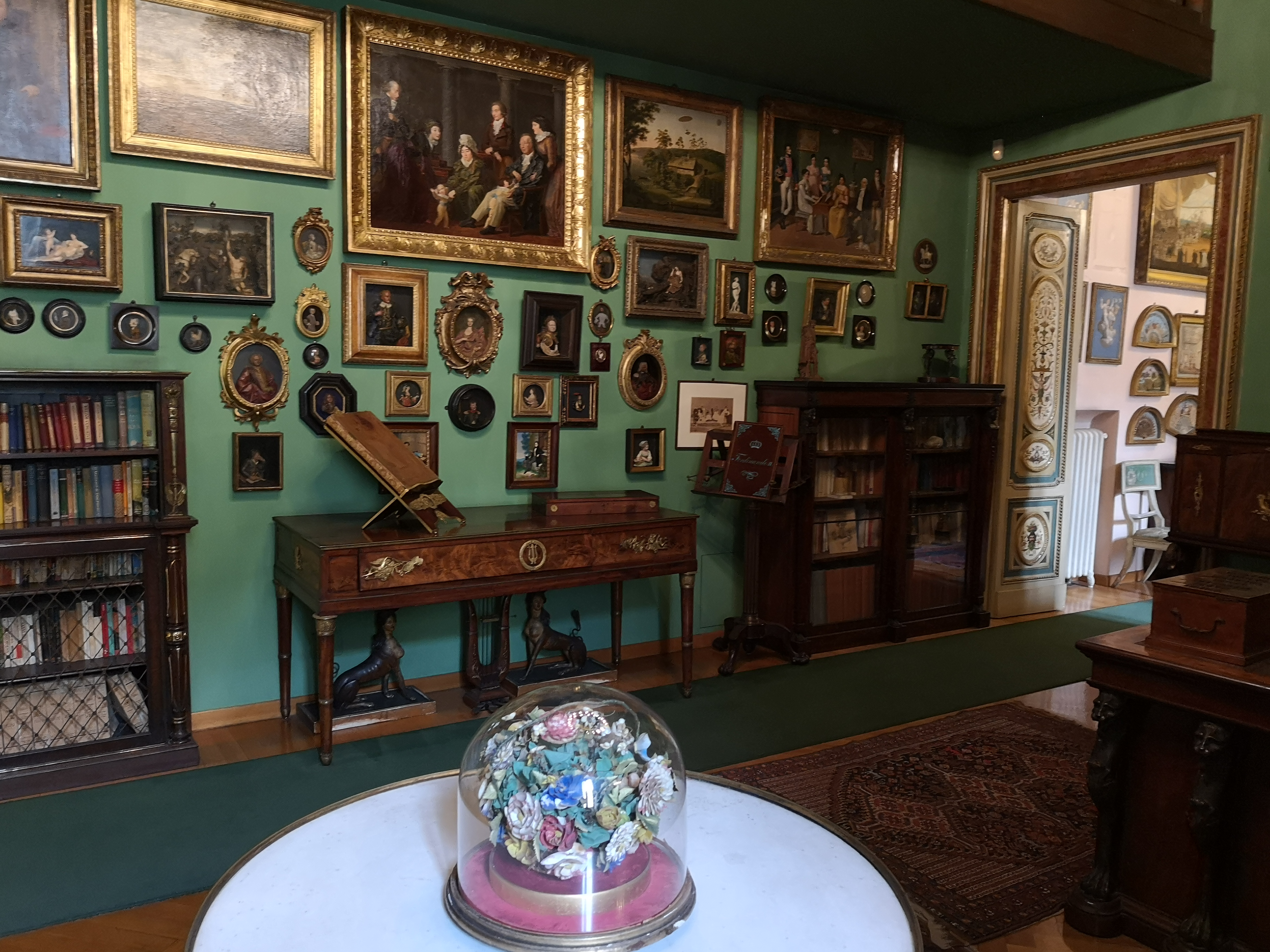
Casa Museo Mario Praz.

De sus escritos surge una crítica de la sociedad contemporánea por su forma de entender el arte: "El arte moderno no quiere dar placer, la sensación de placer está conectado con la belleza. [...] hoy en día, [...] que el acrílico le permite hacer una docena de pinturas en una noche a uno de los pintores de hoy, o el acto de un samurai espada en mano, es suficiente para crear una obra maestra de Fontana. [...] Los pintores presentarán un tablero plagado de agujeros, o una lona cruda con unos pocos gramos de color y lo llaman pintura, y un escultor toma el asiento de un inodoro, que se combina con un tubo de una estufa y lo considera una estatua". Y, de nuevo: "La democracia, las huelgas, la gran máquina de mil dispositivos que mañana debe garantizar una salud mediocre a todos y el hambre peor que el infierno para aquellos que no saben cómo adaptarse al nivel de la masa  [...] desde que el 1968 los estudiantes de París exaltaron el uso de la fantasía como programa de gobierno [...] las cosas del mundo fueron de mal en peor".

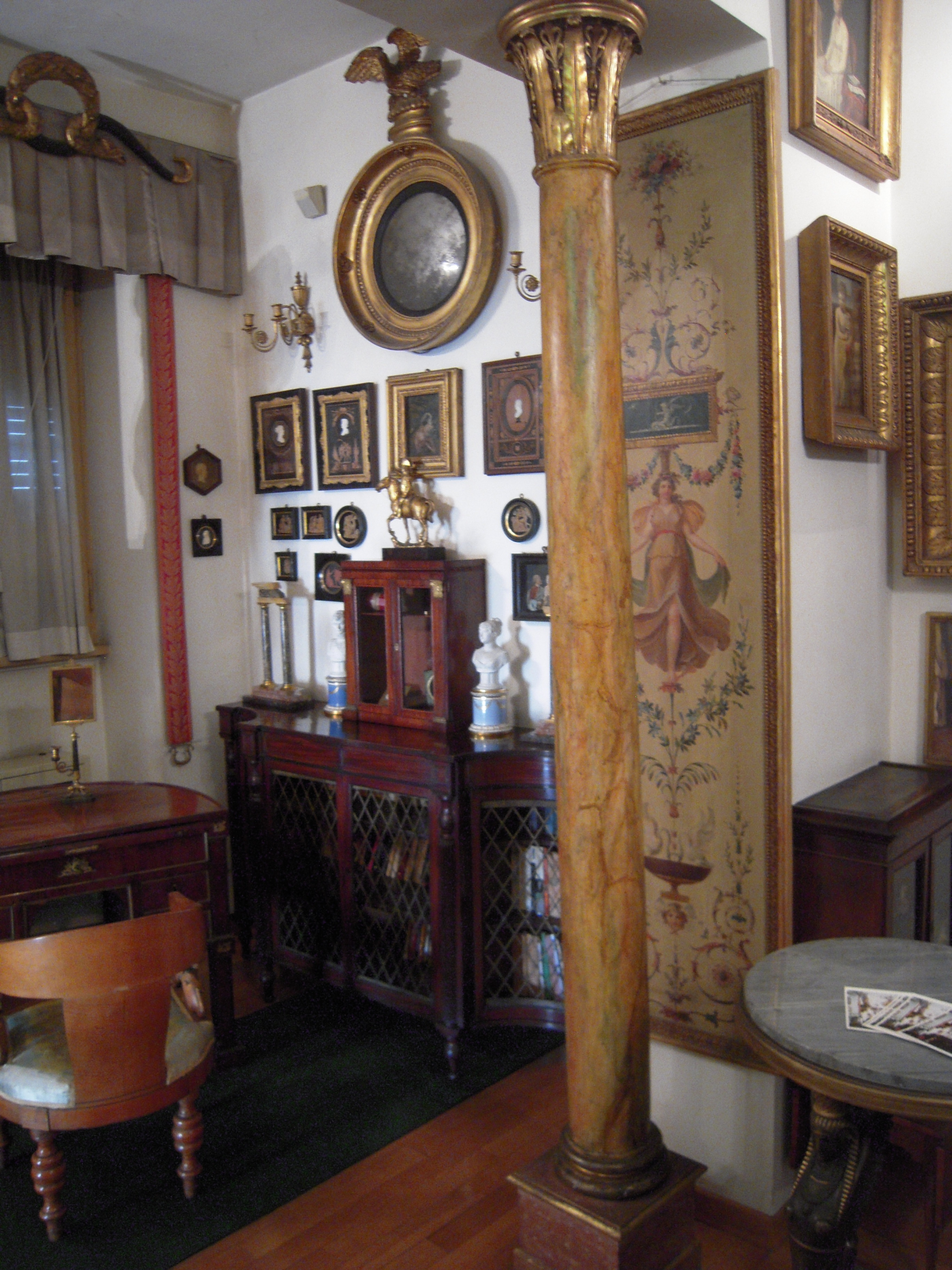
Casa Museo Mario Praz.

En la actualidad hay una recuperación cuidadosa del trabajo Mario Praz, incluso teniendo en cuenta el hecho de que sus ensayos parecen ahora pioneros de los estudios culturales.
El historiador de la música Piero Buscaroli recordó su figura en la Memoria sobre los perdedores (Knopf, 2010). En una entrevista con el periodista Bruno Giurato, también expresó una opinión muy favorable de la novela autobiográfica La casa de la vida, considerándola el mayor libro italiano después Lemmonio Boreo de Ardengo Soffici.
Paolo Isotta recordó el trabajo y el ingenio de Praz en un libro de memorias publicado en 2014, que también se centra en el ostracismo que el anglicista ilustre tuvo que sufrir en el curso de su carrera: "Praz era un nombre para unos pocos. Había sufrido el ostracismo de los antifascistas que le obligaron a exiliarse en Manchester. [...] Después de la guerra sufrió el ostracismo de los comunistas, muchos de los cuales fueron los antiguos croceanos."
Fausto Gianfranceschi, crítico literario entre los años sesenta y ochenta, escribió: "Mucho antes de la crítica pura, por un lado y la crítica demasiado comprometida con las ideologías, por otra parte, se había reinventado la crítica como la poesía, como la creación de un mundo autónomo, tejido de referencias de la observación de un objeto de arte, una imagen o un libro, que surgen en la mente de un hombre cuya erudición se ha convertido en una especie de sexto sentido, afinadísimo y sensible [...] Para Praz la historia no es la de los hechos registrados con frialdad, sino la que revive en los estilos y en los matices de estilo. Uno de sus informes de viaje no nos dirá nada puntual sociológicamente, pero nos dirá mucho más con la penetración en el fondo cultural y artístico del país visitado".

## Obras principales

### Ensayos
- La Francesca da Rimini di Gabriele D'Annunzio: il dramma d'ambiente, Roma, L. S. Olschki, 1922.
- Secentismo e Marinismo in Inghilterra, Firenze, La Voce, 1925.
- Poeti inglesi dell'Ottocento, Firenze, R. Bemporad, 1925.
- La fortuna di Byron in Inghilterra, Firenze, La Voce, 1925.
- Penisola Pentagonale, Milano: Alpes, 1928; Firenze, Sansoni, 1955; Torino, E.D.T., 1992 (tr.: Península pentagonal: la España antirromántica, Editorial Almuzara, 2007, ISBN 978-84-96710-22-1).
- Machiavelli e gl'Inglesi dell'epoca Elisabettiana, Firenze, Vallecchi, 1928, 1930.
- La carne, la morte e il diavolo nella letteratura romantica, Milano-Roma, Soc. editrice La Cultura, 1930; Torino, G. Einaudi, 1942; Firenze: Sansoni, 1948-1966; Milano, BUR, 2008 (tr.: La carne, la muerte y el diablo en la literatura romántica, Barcelona, El Acantilado, 1999, ISBN 978-84-930657-5-1).
- Studi sul concettismo, Milano, La Cultura, 1934; Firenze, G.C. Sansoni, 1946; Milano, Abscondita, 2014
- Antologia della letteratura inglese e scelta di scrittori americani, Messina, G. Principato, 1936.
- Studi e svaghi inglesi, Firenze, G.C. Sansoni, 1937; Milano, Garzanti, 1983
- Viaggio in Grecia. Diario del 1931, Roma, Edizioni di Lettere d'oggi, 1942; a cura di Marcello Staglieno), Skakespeare and Kafka, 1991.
- Gusto neoclassico, Firenze, Sansoni, 1940; Napoli: ESI, 1959; Milano: Rizzoli, 1975 (tr.: Gusto neoclásico, Barcelona, Gustavo Gili, 1982, ISBN 978-84-252-1116-4).
- Machiavelli in Inghilterra ed altri saggi, Roma, Tumminelli, 1942, 1943; Firenze, G. C. Sansoni, 1962.
- Fiori freschi, Firenze, Sansoni, 1943, 1944; Milano, Garzanti, 1982.
- La filosofia dell'arredamento, Roma, Documento, 1945; Milano, Longanesi, 1964, e succ. ediz; Milano, TEA, 1993; Milano, Guanda, 2012.
- Motivi e figure, Torino, Einaudi, 1945.
- La poesia metafisica inglese del seicento: John Donne, Roma, Edizioni Italiane, 1945.
- Richard Crashaw, Brescia, Morcelliana, 1945.
- Il dramma elisabettiano: Webster-Ford, Roma, Ed. Italiane, 1946.
- La casa della Fama, Riccardo Ricciardi Editore, 1952.
- La crisi dell'eroe nel romanzo vittoriano, Firenze, G. C. Sansoni, 1952.
- Lettrice notturna, Roma, Gherardo Casini Editore, 1952; Milano, Henry Beyle, 2013.
- Viaggi in Occidente, Firenze, Sansoni, 1955.
- Panopticon romano, Napoli, R. Ricciardi, 1967.
- Mnemosine: parallelo tra la letteratura e le arti visive, Milano, A. Mondadori, 1971; Milano, Abscondita, 2012 (tr.: Mnemosyne: el paralelismo entre la literatura y las artes visuales, Madrid, Taurus, 2007, ISBN 978-84-306-0637-5).
- Il patto col serpente. Paralipomeni di La carne, la morte e il diavolo nella letteratura romantica, Milano, Mondadori, 1972; Milano, Leonardo, 1995; Milano, Adelphi, 2013 (tr.: El pacto con la serpiente, México, FCE, 1988, ISBN 968-16-2576-5; y, con el mismo título, Barcelona, El Acantilado, 2018, ISBN 978-84-16748-87-7).
- Il giardino dei sensi. Studi sul Manierismo e il Barocco, Milano, Mondadori, 1975.
- Panopticon romano secondo, Roma, Edizioni di Storia e Letteratura, 1977.
- Perseo e la Medusa: dal romanticismo all'avanguardia, Milano, A. Mondadori, 1979.
- Voce dietro la scena. Un'antologia personale, Milano, Adelphi, 1980 (versión española La voz tras el escenario. Una antología personal, Villaür, Ediciones Atalanta, 2025, ISBN 978-84-129986-1-0).[2][3][4][5][6][7][8][9][10][11]
- Il mondo che ho visto, Milano, Adelphi, 1982.
- Lettere sull'antiquariato di Mario Praz a Luigi Magnani (1952-1981), a cura di Bianca Riccio, Torino, U. Allemandi, 1996.
- Bellezza e bizzarria. Saggi scelti, a cura di Andrea Cane, con un saggio introduttivo di Giorgio Ficara, Collezione I Meridiani, Milano, Mondadori, 2002.
- Geometrie anamorfiche. Saggi di arte, letteratura e bizzarrie varie, a cura di Graziella Pulce, Roma, Edizioni di Storia e Letteratura, 2002.
- Il demone dell'analogia: memorie e divagazioni narrative, a cura di Graziella Pulce, Roma, Edizioni di Storia e Letteratura, 2002.
- Misteri d'Italia, a cura di Giuseppe Balducci, Torino, Aragno, 2022.
- Omelette soufflée à l’antiquaire. Elogio degli antiquari, a cura di Giovanni e Giuseppe Balducci, Torino, Aragno, 2023.
- Alcibiade. Gli articoli di “Paese Sera” (1960-1972), a cura di Giuseppe Balducci, prefazione di Alvar González-Palacios, Torino, Aragno, 2024.

### Novelas y cuentos
- La casa della vita, Milano: A. Mondadori, 1958; Milano: Adelphi, 1979, e succ. ediz (tr.: La casa de la vida, trad. Carmen Artal, Barcelona, Debolsillo, 2004, ISBN 978-84-9793-300-1).

### Traducciones
- Charles Lamb, Saggi di Elia, Lanciano: R. Carabba, 1924, 2011; Milano: BUR, 1981-1996.
- Ben Jonson, Volpone, Firenze: Sansoni, 1943 e succ. ed.; Torino: Fogola, 1970; Milano: BUR, 1996; Milano: Fabbri, 2003.
- Walter Pater (1946).  Edizioni Scientifiche Italiane, ed. Il Rinascimento. Napoli. - Milano, Abscondita, 2002, ISBN 978-88-841-6000-3.
- T. S. Eliot, La terra desolata. Frammento di un agone. Marcia trionfale, Firenze: Fussi, 1949; Torino, Einaudi, 1963 e succ. ed.
- Jane Austen, Emma, Milano: Garzanti, 1951.
- Edgar Allan Poe, Il corvo, Milano: Rizzoli, 1974 e succ. ediz.; Milano: SE, 2004, 2012.
- Walter Pater, Ritratti immaginari, Milano, Adelphi, 1980, ISBN 978-88-459-0419-6.

## Edición en español
- La voz tras el escenario. Una antología personal. Traducción Pilar González Rodríguez. Cartoné, 592 páginas, 17 imágenes en blanco y negro, colección Memoria mundi 168. Ediciones Atalanta. 2025. ISBN 978-84-129986-1-0.
- Viaje a Grecia. Elba. 2024. ISBN 978-84-128073-3-2.
- El pacto con la serpiente. Paralipómenos de «La carne, la muerte y el diablo en la literatura romántica». El Acantilado. 2018. ISBN 978-84-16748-87-7.
- La casa de la vida. Debolsillo. 2017. ISBN 978-84-663-3749-6.
- Unas tardes con Shakespeare. Confluencias. 2014. ISBN 978-84-942742-4-4.
- Península pentagonal (la España antirromántica). Almuzara. 2007. ISBN 978-84-496-7102-9 / ISBN 978-84-96710-22-1.
- Imágenes del Barroco. Estudios de emblemática. Siruela. 2006. ISBN 978-84-7844-905-7.
- La carne, la muerte y el diablo en la literatura romántica. El Acantilado. 1999. ISBN 978-84-930657-5-1.
- La casa de la vida. Institución Alfonso el Magnánimo. 1995. ISBN 978-84-7822-152-3.
- El pacto con la serpiente. Fce. 1988. ISBN 978-968-16-2576-4.
- Gusto neoclásico. Editorial Gustavo Gili. 1982. ISBN 978-84-252-1116-4.
- Mnemosyne. Taurus. 1981. ISBN 978-84-306-1184-3.
- Historia ilustrada de la decoración: los interiores desde Pompeya al siglo xx. Noguer. 1965. ISBN 978-84-279-9703-5.